# Samuel Oettli

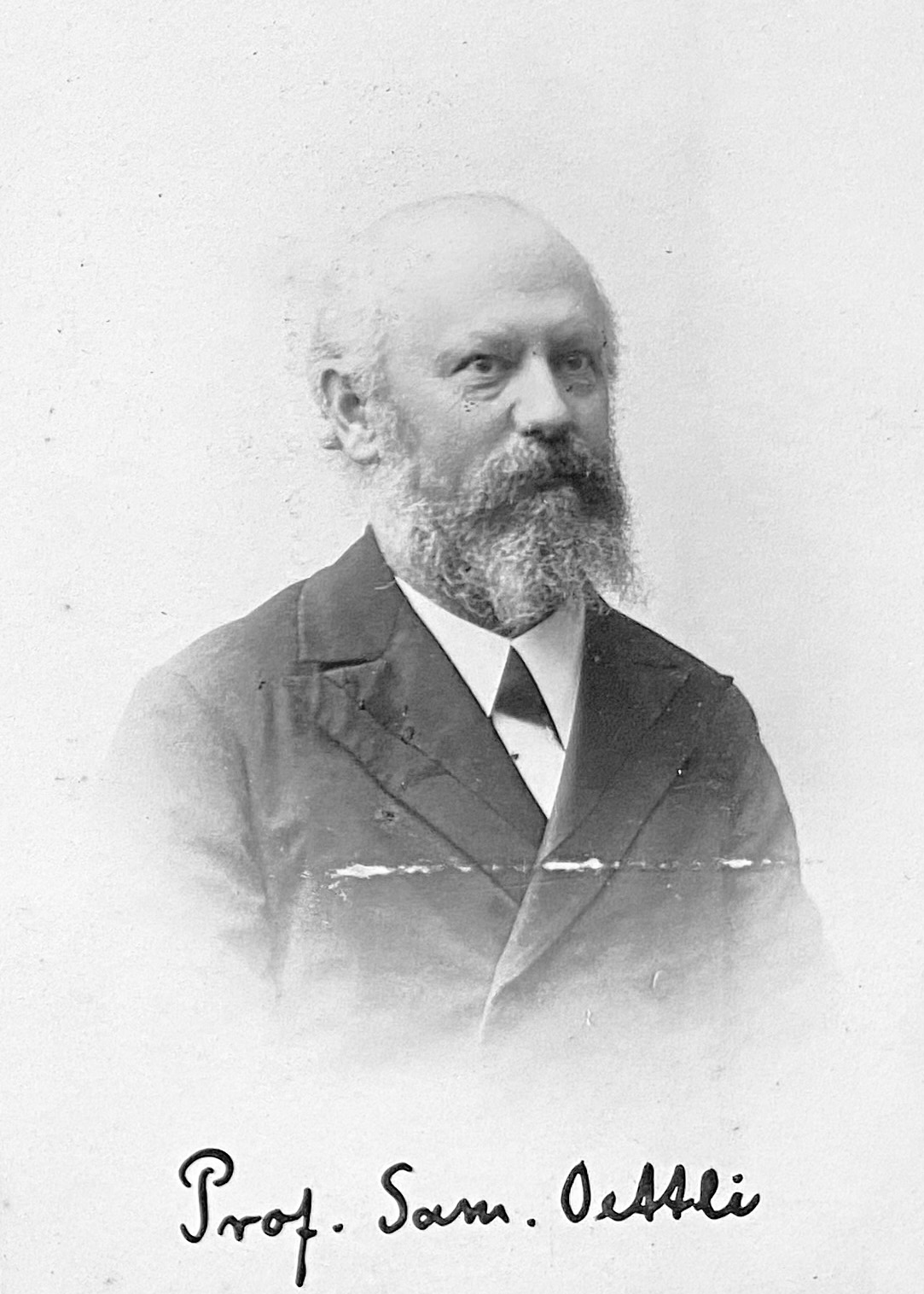
Prof. Samuel Oettli um 1896

Samuel Oettli (* 29. Juli 1846 in St. Gallen; † 23. September 1911 in der Heil- und Pflegeanstalt Illenau in Achern) war ein Schweizer evangelischer Geistlicher und Hochschullehrer.

## Leben
Samuel Oettli war der Sohn des Hausvaters der Evangelischen Erziehungsanstalt Langhalde in Abtwil, Johann Heinrich Oettli und dessen Ehefrau Wilhelmine (geboren mit dem Nachnamen Schmid).
Er immatrikulierte sich an der Universität Basel und setzte sein Theologiestudium an der Universität Zürich sowie an der Universität Göttingen fort.
1872 wurde er Pfarrer in Roggwil, trat dann jedoch aus Protest gegen das Verbot des apostolischen Glaubensbekenntnisses zurück und war danach als Pfarrer in Wangen tätig.
1878 wurde er als ausserordentlicher Professor für Altes Testament an die Theologische Fakultät der Universität Bern berufen; 1880 wurde er dann ordentlicher Professor und wechselte 1895 an die Universität Greifswald; 1900 führte er das Dekanat der dortigen Theologischen Fakultät. An der Universität Bern war er, gemeinsam mit Adolf Schlatter ein wichtiger Vertreter der pietistisch-konservativen untervertretenen Richtung.
Gemeinsam mit Hermann Cremer, Otto Zöckler, Viktor Schultze und anfänglich noch Adolf Schlatter gehörte er zu sogenannten Greifswalder Schule, die einheitlich eine positive Haltung zur Bibel als Gottes Wort vertrat.
1906 promovierte er an der Universität Greifswald.
Am 18. Juli 1908 wurde er zum Geheimen Konsistorialrat ernannt; im gleichen Jahr erkrankte er schwer und war bis zu seinem Tod durchgehend krank.
Samuel Oettli heiratete 1875 Anna Diethelm.

## Schriften (Auswahl)
- Luther's Glauben. Bern 1883.
- Der Prophet Joel. Bern, 1888.
- Die geschichtlichen Hagiographen: (Chronika, Esra, Nehemia, Ruth, Esther) und das Buch Daniel. Nördlingen: C.H. Beck, 1889.
- Das Deuteronomium und die Bucher Josua und Richter. München, Beck, 1893.
- Die Bedeutung Abrahams für den christlichen Glaubens. 1896.
- Arnold Kluckhuhn; Samuel Oettli: Evangelische Zeugnisse aus dem Psalter. Leipzig Richter 1897.
- Jahve und Baal. Berlin, 1898.
- Amos und Hosea: Zwei Zeugen gegen die Anwendung der Evolutionstheorie auf die Religion Israels. Gütersloh: C. Bertelsmann, 1901.
- Der Kampf um Bibel und Babel: ein religionsgeschichtlicher Vortrag. Leipzig 1903.
- Das Gesetz Hammurabis und die Thora Israels; eine religions-und rechtsgeschichtliche Parallele. Leipzig: A. Deichert, 1903.
- Die Propheten als Organe der göttlichen Offenbarung. Berlin: Vaterländische Verlags- und Kunstanstalt, 1904.
- Geschichte Israels bis auf Alexander den Grossen. Calw: Vereinsbuchhandlung, 1905.
- Hermann Leberecht Strack; Samuel Oettli: Die Bücher Genesis, Exodus, Leviticus und Numeri, mit einer Karte Palästinas - ausgelegt von Samuel Oettli. München: C.H. Beck, 1905.
- Die Autorität des alten Testamentes für den Christen. Berlin: Edwin Runge, 1906.
- Das Urteil Kants über die alttestamentliche Religion. Greifswald 1906.
- Über den Gebrauch der Bibel. Gross-Lichterfelde, Tempel-Verlag, 1907.
- Die revidierte Lutherbibel. Berlin: Edwin Runge, 1908.
- Das Buch Hiob: erläutert für Bibelleser. Calw Verl. der Vereinsbuchhandlung 1908.
- Die Ehe im Volke Israel. Bern: K. J. Wyss, 1908.
- Geschichte des jüdischen Volkes seit der Zerstörung Jerusalems. Calw; Stuttgart: Verl. d. Vereinsbuchh., 1908.
- Sünde und Gnade in Bibel und Babel. Berlin Positive Union 1911.